# SCARLET WINGS
「SCARLET WINGS」（スカーレット・ウィングス）は、ELISAの9枚目のシングル。2011年11月9日にジェネオンユニバーサル・エンターテイメントから発売された。

## 概要
表題曲は、Xbox 360専用ソフト「迷宮クロスブラッドリローデッド」主題歌。ELISAがゲーム主題歌を担当するのは今回が初めてである。
パソコンで視聴できるエンハンスドCD仕様になっており、「迷宮クロスブラッドリローデッド」のOP映像が収録されている。
本作はデビュー時から在籍していたジェネオンユニバーサルからリリースされた最後のシングルである。

## シングル収録内容
1. SCARLET WING
作詞：六ツ見純代　作曲：柳英一郎
2. Secret Labyrinth
作詞：西田恵美　作曲：柳英一郎
3. SCARLET WING (Short Size)
4. SCARLET WING (Instrumental)
5. Secret Labyrinth (Instrumental)
6. SCARLET WING (Lounge ver.)